# Kirkjugólf
Le Kirkjugólf, toponyme islandais signifiant littéralement « sol de l'église » en français, est une formation géologique d'Islande située à Kirkjubæjarklaustur, dans le Sud du pays. Elle se présente sous la forme de sommets d'orgues basaltiques s'étendant sur environ 80 m2, situées au niveau du sol et faisant penser à un pavage. Ces rochers ont pris leur aspect actuel par l'érosion marine et glaciaire lorsqu'ils se situaient sur le rivage méridional de l'Islande il y a plusieurs milliers d'années. Les Vikings de la région pensaient qu'il s'agissait du sol d'une église même s'il n'y en a jamais eu. Le site est classé comme monument naturel,.
Le Kirkjugólf se trouve juste au nord de Kirkjubæjarklaustur, à la sortie de la ville. À proximité immédiate se trouve le Hildishaugur, la tombe de l'évêque Hildir Eysteinsson.

## Référence
1. 1 2 3 4 5  (en) « Kirkjugólf », Kirkjubæjarklaustur (consulté le 13 août 2012)
2. ↑  (en) « Categories of protected areas », Umhverfisstofnun (consulté le 13 août 2012)